# Bruno Guimarães
Bruno Guimarães Rodrigues Moura (Rio de Janeiro, 16 de novembro de 1997) é um futebolista brasileiro que atua como volante. Atualmente joga pelo Newcastle.

## Carreira

### Início

#### Base
Nascido no bairro de São Cristóvão na Zona Norte do Rio de Janeiro, seu primeiro clube de base foi Audax Rio, tendo antes sido reprovado em testes por Botafogo, Flamengo e Fluminense. Três anos depois, foi convidado a defender o Audax Osasco, mais estruturado.
Profissional
No dia 9 de abril de 2015, com apenas 17 anos, ele fez sua estreia profissional pelo Audax Osasco alçado por Fernando Diniz, jogando os últimos três minutos em uma vitória fora de casa contra o Bragantino por 2 a 1, pelo Campeonato Paulista.
Bruno Guimarães foi definitivamente promovido a equipe principal do time do Audax Osasco no ano de 2017, depois de impressionar na Copa São Paulo de Futebol Júnior. Disputou o Campeonato Paulista de 2017. Após ser eliminados, saiu para o Athletico Paranaense.

### Athletico Paranaense
No dia 11 de maio de 2017, ingressou no Athletico Paranaense por empréstimo até abril de 2018, e foi inicialmente escalado para o time sub-23. Bruno fez sua estreia na Série A em 17 de junho de 2017, entrando no 2° tempo, em uma vitória por 1 a 0, fora de casa, contra o Atlético Goianiense. Em 1º de março de 2018, assinou um novo contrato com o Athletico Paranaense, até 2021.
Bruno Guimarães marcou seu primeiro gol em 10 de março de 2018, em uma vitória em casa por 7 a 1, contra o Rio Branco-PR, pelo Campeonato Paranaense. Tornou-se então titular indiscutível da equipe sob o comando do técnico Tiago Nunes e, em 5 de fevereiro de 2019, renovou o seu contrato até 2023.
Se tornou um dos grandes destaques do Athletico Paranaense no ano de 2019. Marcou na primeira partida da final da Copa do Brasil de Futebol de 2019, no 1 a 0 contra o Internacional. Atuou os 90 minutos na partida de volta, no Estádio Beira-Rio, que terminara 2 a 1 para o Athletico, que conquistou o título. Terminou o ano como Melhor Primeiro Volante, no Prêmio Craque do Brasileirão, além de sondagens de grandes europeus, como Atlético de Madrid, Arsenal, Benfica e Lyon.

### Lyon
Após muitas especulações sobre o destino de Bruno para 2020, no dia 30 de janeiro de 2020, o Lyon anunciou oficialmente a sua contratação. O agora ex-jogador do Athletico Paranaense assinou contrato até 30 de junho de 2024 com o clube francês. No comunicado, o Lyon confirmou que pagou 20 milhões de euros (R$ 93 milhões) por Bruno Guimarães, que está com a Seleção Brasileira sub-23 disputando o Pré-Olímpico. Por conta disso, ele só se apresenta ao Lyon no dia 11 de fevereiro.
Para continuar usando seu número favorito, o inusitado 39, o Lyon precisou pedir uma autorização especial para a LFP, visto que a liga permite que os jogadores sejam numerados apenas de 1 a 30.
Em sua passagem pelo Lyon Bruno disputou 71 jogos, marcou oito gols e deu 10 assistências.

### Newcastle United
Em 31 de janeiro de 2022 o Newcastle United anunciou a contratação de Bruno o clube inglês pagou cerca de 52 milhões de euros (R$ 312 milhões na cotação atual), essa quantia faz de Guimarães o nono jogador brasileiro mais caro da história, segundo o site Transfermarket o contrato firmado é  de quatro anos e meio. Bruno estreou em 8 de fevereiro na vitória por 3-1 contra o Everton. Ele marcou seu primeiro gol pelo Newcastle na vitória por 2 a 1 em Southampton, em 10 de março.
Bruno Guimarães terminou a temporada 2023-24 com 50 jogos, com sete gols e dez assistências.

## Seleção Brasileira

### Seleção Sub-23
Suas boas atuações pelo Athletico Paranaense lhe renderam convocações para a Seleção Olímpica. No dia 20 de setembro de 2019, foi convocado pelo técnico André Jardine para a Seleção Olímpica sub-23. Fez a sua estreia no dia 10 de outubro de 2019, na vitória por 4 a 1 no amistoso contra a Venezuela. No dia 16 de dezembro de 2019, foi convocada para a disputa do Pré-Olímpico, na Colômbia. No dia 18 de janeiro de 2020, dia antes da estreia, foi anunciado como o capitão da Seleção no torneio. Com a Seleção Brasileira classificada para as Olimpíadas de 2020, Bruno foi eleito o Melhor Jogador do Pré-Olímpico.

#### Jogos pela Seleção Sub-23
| #  | Data                   | Local                                              | Adversário | Resultado | Gols | Assist. | Competição                         |
| -- | ---------------------- | -------------------------------------------------- | ---------- | --------- | ---- | ------- | ---------------------------------- |
| 1. | 10 de outubro de 2019  | Estádio dos Aflitos, Recife, Brasil                | 4–1        | Venezuela | 0    | 0       | Amistoso                           |
| 2. | 14 de outubro de 2019  | Arena de Pernambuco, São Lourenço da Mata, Brasil  | 2–3        | Japão     | 0    | 0       | Amistoso                           |
| 3. | 19 de janeiro de 2020  | Estádio Centenário, Armênia, Colômbia              | 1–0        | Peru      | 0    | 1       | Torneio Pré-Olímpico Sul-Americano |
| 4. | 22 de janeiro de 2020  | Estádio Hernán Ramírez Villegas, Pereira, Colômbia | 3–1        | Uruguai   | 0    | 0       | Torneio Pré-Olímpico Sul-Americano |
| 5. | 28 de janeiro de 2020  | Estádio Centenário, Armênia, Colômbia              | 5–3        | Bolívia   | 1    | 0       | Torneio Pré-Olímpico Sul-Americano |
| 6. | 31 de janeiro de 2020  | Estádio Centenário, Armênia, Colômbia              | 2–1        | Chile     | 0    | 0       | Torneio Pré-Olímpico Sul-Americano |
| 7. | 3 de fevereiro de 2020 | Estádio Alfonso López, Bucaramanga, Colômbia       | 1–1        | Colômbia  | 0    | 0       | Torneio Pré-Olímpico Sul-Americano |
| 8. | 6 de fevereiro de 2020 | Estádio Alfonso López, Bucaramanga, Colômbia       | 1–1        | Uruguai   | 0    | 0       | Torneio Pré-Olímpico Sul-Americano |
| 9. | 9 de fevereiro de 2020 | Estádio Alfonso López, Bucaramanga, Colômbia       | 3–0        | Argentina | 0    | 0       | Torneio Pré-Olímpico Sul-Americano |

### Seleção Principal
No dia 6 de março de 2020, foi convocado pela primeira vez por Tite, para as partidas contra Bolívia e Peru, válidas pelas Eliminatórias da Copa do Mundo FIFA de 2022. Fez seu primeiro gol pela Seleção Brasileira em 29 de março de 2022, na goleada de 4–0 sobre a Bolívia na última rodada da Eliminatórias, além de ter concedido uma assistência para Lucas Paquetá fazer o primeiro gol.

### Copa do Mundo de 2022
Em 7 de novembro de 2022,  Tite anunciou a convocação da Seleção para Copa do Mundo 2022. Entre muitos nomes certos no Catar o de Bruno foi chamado para disputar o torneio.

#### Jogos pela Seleção Principal
| #  | Data                   | Local                                              | Adversário | Resultado | Gols | Assist. | Competição               |
| -- | ---------------------- | -------------------------------------------------- | ---------- | --------- | ---- | ------- | ------------------------ |
| 1. | 17 de novembro de 2020 | Estádio Centenario, Montevidéu, Uruguai            | 2–0        | Uruguai   | 0    | 0       | Elim. Copa do Mundo 2022 |
| 2. | 2 de setembro de 2021  | Estádio Monumental David Arellano, Santiago, Chile | 1–0        | Chile     | 0    | 0       | Elim. Copa do Mundo 2022 |
| 3. | 9 de setembro de 2021  | Arena de Pernambuco, São Lourenço da Mata, Brasil  | 2–0        | Peru      | 0    | 0       | Elim. Copa do Mundo 2022 |
| 4. | 1 de fevereiro de 2022 | Mineirão, Belo Horizonte, Brasil                   | 4–0        | Paraguai  | 0    | 1       | Elim. Copa do Mundo 2022 |

## Estatísticas

### Clubes
Abaixo estão listados todos os jogos, gols e assistências do futebolista por clubes.
| Clube                | Temporada         | Campeonato nacional | Campeonato nacional | Campeonato nacional | Copa nacional[a] | Copa nacional[a] | Copa nacional[a] | Competições continentais[b] | Competições continentais[b] | Competições continentais[b] | Outros torneios[c] | Outros torneios[c] | Outros torneios[c] | Total | Total | Total   |
| Clube                | Temporada         | Jogos               | Gols                | Assist.             | Jogos            | Gols             | Assist.          | Jogos                       | Gols                        | Assist.                     | Jogos              | Gols               | Assist.            | Jogos | Gols  | Assist. |
| -------------------- | ----------------- | ------------------- | ------------------- | ------------------- | ---------------- | ---------------- | ---------------- | --------------------------- | --------------------------- | --------------------------- | ------------------ | ------------------ | ------------------ | ----- | ----- | ------- |
| Audax                | 2015              | —                   | —                   | —                   | —                | —                | —                | —                           | —                           | —                           | 1                  | 0                  | 0                  | 1     | 0     | 0       |
| Audax                | 2017              | —                   | —                   | —                   | 1                | 0                | 0                | —                           | —                           | —                           | 7                  | 0                  | 0                  | 8     | 0     | 0       |
| Audax                | Total             | —                   | —                   | —                   | 1                | 0                | 0                | —                           | —                           | —                           | 8                  | 0                  | 0                  | 9     | 0     | 0       |
| Athletico Paranaense | 2017              | 4                   | 0                   | 0                   | —                | —                | —                | 1                           | 0                           | 0                           | —                  | —                  | —                  | 5     | 0     | 0       |
| Athletico Paranaense | 2018              | 32                  | 1                   | 1                   | 3                | 0                | 0                | 11                          | 2                           | 0                           | 12                 | 2                  | 0                  | 58    | 5     | 1       |
| Athletico Paranaense | 2019              | 25                  | 2                   | 1                   | 8                | 1                | 0                | 7                           | 2                           | 2                           | 3                  | 0                  | 0                  | 43    | 5     | 3       |
| Athletico Paranaense | Total             | 61                  | 3                   | 2                   | 11               | 1                | 0                | 19                          | 4                           | 2                           | 15                 | 2                  | 0                  | 106   | 10    | 4       |
| Lyon                 | 2019–20           | 3                   | 0                   | 0                   | 2                | 0                | 0                | 4                           | 0                           | 0                           | —                  | —                  | —                  | 9     | 0     | 0       |
| Lyon                 | 2020–21           | 33                  | 3                   | 1                   | 4                | 0                | 1                | —                           | —                           | —                           | —                  | —                  | —                  | 37    | 3     | 2       |
| Lyon                 | 2021–22           | 20                  | 0                   | 3                   | —                | —                | —                | 5                           | 0                           | 2                           | —                  | —                  | —                  | 25    | 0     | 5       |
| Lyon                 | Total             | 56                  | 3                   | 4                   | 6                | 0                | 1                | 9                           | 0                           | 2                           | —                  | —                  | —                  | 71    | 3     | 7       |
| Newcastle            | 2021–22           | 17                  | 5                   | 1                   | —                | —                | —                | —                           | —                           | —                           | —                  | —                  | —                  | 17    | 5     | 1       |
| Newcastle            | 2022–23           | 12                  | 3                   | 2                   | 2                | 0                | 0                | —                           | —                           | —                           | —                  | —                  | —                  | 14    | 3     | 2       |
| Newcastle            | Total             | 29                  | 8                   | 3                   | 2                | 0                | 0                | —                           | —                           | —                           | —                  | —                  | —                  | 31    | 8     | 3       |
| Total na carreira    | Total na carreira | 146                 | 14                  | 9                   | 20               | 1                | 1                | 28                          | 4                           | 4                           | 23                 | 2                  | 0                  | 217   | 21    | 14      |

- a. ^ Jogos da Copa do Brasil, Copa da França, Copa da Liga Francesa e Copa da Liga Inglesa
- b. ^ Jogos da Copa Libertadores, Copa Sul-Americana, Liga dos Campeões da UEFA e Liga Europa
- c. ^ Jogos do Campeonato Paulista, Campeonato Paranaense, Recopa Sul-Americana e Copa Suruga

### Seleção Brasileira
Abaixo estão listados todos os jogos, gols e assistências do futebolista pela Seleção Brasileira, desde as categorias de base.
Seleção principal
| Ano               | Copa do Mundo | Copa do Mundo | Copa do Mundo | Qualificação Mundial | Qualificação Mundial | Qualificação Mundial | Amistosos | Amistosos | Amistosos | Total | Total | Total   |
| Ano               | Jogos         | Gols          | Assist.       | Jogos                | Gols                 | Assist.              | Jogos     | Gols      | Assist.   | Jogos | Gols  | Assist. |
| ----------------- | ------------- | ------------- | ------------- | -------------------- | -------------------- | -------------------- | --------- | --------- | --------- | ----- | ----- | ------- |
| 2020              | —             | —             | —             | 1                    | 0                    | 0                    | —         | —         | —         | 1     | 0     | 0       |
| 2021              | —             | —             | —             | 2                    | 0                    | 0                    | —         | —         | —         | 2     | 0     | 0       |
| 2022              | 2             | 0             | 0             | 3                    | 1                    | 3                    | 2         | 0         | 1         | 7     | 1     | 4       |
| 2023              | —             | —             | —             | 5                    | 0                    | 0                    | 2         | 0         | 0         | 7     | 0     | 0       |
| 2024              | —             | —             | —             | 0                    | 0                    | 0                    | 2         | 0         | 0         | 2     | 0     | 0       |
| Total na carreira | 2             | 0             | 0             | 11                   | 1                    | 3                    | 6         | 0         | 1         | 19    | 1     | 4       |

Seleção Sub–23
| Ano               | Jogos Olímpicos | Jogos Olímpicos | Jogos Olímpicos | Pré–Olímpico | Pré–Olímpico | Pré–Olímpico | Amistosos | Amistosos | Amistosos | Total | Total | Total   |
| Ano               | Jogos           | Gols            | Assist.         | Jogos        | Gols         | Assist.      | Jogos     | Gols      | Assist.   | Jogos | Gols  | Assist. |
| ----------------- | --------------- | --------------- | --------------- | ------------ | ------------ | ------------ | --------- | --------- | --------- | ----- | ----- | ------- |
| 2019              | —               | —               | —               | —            | —            | —            | 2         | 0         | 0         | 2     | 0     | 0       |
| 2020              | —               | —               | —               | 7            | 0            | 2            | —         | —         | —         | 7     | 0     | 2       |
| 2021              | 6               | 0               | 2               | —            | —            | —            | 2         | 0         | 0         | 8     | 0     | 2       |
| Total na carreira | 6               | 0               | 2               | 7            | 0            | 2            | 4         | 0         | 0         | 17    | 0     | 4       |

## Títulos
Athletico Paranaense
- Campeonato Paranaense: 2018
- Taça Caio Júnior: 2018
- Copa Sul-Americana: 2018
- Copa Suruga Bank: 2019
- Copa do Brasil: 2019

Newcastle
- Copa da Liga Inglesa: 2024–25

Seleção Brasileira Sub-23
- Medalha de ouro nos Jogos Olímpicos: 2020

### Prêmios individuais
- Prêmio Craque do Brasileirão - Melhor Primeiro Volante do Campeonato Brasileiro de 2019[24]
- Melhor Jogador do Pré-Olímpico 2020[25]